# Enoplus elongatus
Enoplus elongatus is een rondwormensoort uit de familie van de Enoplidae.